# Marek Twardowski
Marek Twardowski (Białystok, 6 de octubre de 1979) es un deportista polaco que compitió en piragüismo en la modalidad de aguas tranquilas. Ganó dieciséis medallas en el Campeonato Mundial de Piragüismo entre los años 1999 y 2011, y trece medallas en el Campeonato Europeo de Piragüismo entre los años 1999 y 2012.

## Palmarés internacional
| Campeonato Mundial | Campeonato Mundial           | Campeonato Mundial | Campeonato Mundial |
| Año                | Lugar                        | Medalla            | Competición        |
| ------------------ | ---------------------------- | ------------------ | ------------------ |
| 1999               | Milán (Italia)               | Medalla de oro     | K2 500 m           |
| 1999               | Milán (Italia)               | Medalla de plata   | K2 1000 m          |
| 1999               | Milán (Italia)               | Medalla de plata   | K4 200 m           |
| 1999               | Milán (Italia)               | Medalla de bronce  | K2 200 m           |
| 2002               | Sevilla (España)             | Medalla de plata   | K2 200 m           |
| 2002               | Sevilla (España)             | Medalla de plata   | K2 500 m           |
| 2003               | Gainesville (Estados Unidos) | Medalla de plata   | K2 200 m           |
| 2005               | Zagreb (Croacia)             | Medalla de plata   | K2 500 m           |
| 2005               | Zagreb (Croacia)             | Medalla de bronce  | K2 200 m           |
| 2005               | Zagreb (Croacia)             | Medalla de bronce  | K4 1000 m          |
| 2006               | Szeged (Hungría)             | Medalla de oro     | K1 500 m           |
| 2006               | Szeged (Hungría)             | Medalla de plata   | K2 200 m           |
| 2006               | Szeged (Hungría)             | Medalla de plata   | K4 1000 m          |
| 2007               | Duisburgo (Alemania)         | Medalla de plata   | K4 1000 m          |
| 2007               | Duisburgo (Alemania)         | Medalla de bronce  | K1 500 m           |
| 2011               | Szeged (Hungría)             | Medalla de oro     | K1 500 m           |
| Campeonato Europeo |                              |                    |                    |
| Año                | Lugar                        | Medalla            | Competición        |
| 1999               | Zagreb (Croacia)             | Medalla de oro     | K2 200 m           |
| 1999               | Zagreb (Croacia)             | Medalla de oro     | K2 500 m           |
| 1999               | Zagreb (Croacia)             | Medalla de bronce  | K2 1000 m          |
| 2001               | Milán (Italia)               | Medalla de bronce  | K2 200 m           |
| 2001               | Milán (Italia)               | Medalla de bronce  | K2 500 m           |
| 2002               | Szeged (Hungría)             | Medalla de bronce  | K2 200 m           |
| 2005               | Poznań (Polonia)             | Medalla de oro     | K2 200 m           |
| 2005               | Poznań (Polonia)             | Medalla de plata   | K2 500 m           |
| 2005               | Poznań (Polonia)             | Medalla de bronce  | K4 1000 m          |
| 2007               | Pontevedra (España)          | Medalla de plata   | K1 200 m           |
| 2007               | Pontevedra (España)          | Medalla de bronce  | K1 500 m           |
| 2007               | Pontevedra (España)          | Medalla de bronce  | K4 1000 m          |
| 2012               | Zagreb (Croacia)             | Medalla de plata   | K1 500 m           |